# لیک آو د وودز، ایلینوی
لیک آو د وودز (به انگلیسی: Lake of the Woods) یک حوزه سرشماری در ایالات متحده آمریکا است که در شهرستان شمپین، ایلینوی واقع شده‌است. لیک آو د وودز ۲٬۹۱۲ نفر جمعیت دارد.